# Phanoperla
Phanoperla és un gènere d'insectes plecòpters pertanyent a la família dels pèrlids.

## Distribució geogràfica
Es troba a Àsia: el Vietnam, Indonèsia, Malàisia, el Nepal, Bhutan, l'Índia (entre d'altres, Assam, Tamil Nadu i Manipur), les illes Filipines i Tailàndia.

## Taxonomia
- Phanoperla amorpha Zwick, 1982
- Phanoperla anomala (Banks, 1939)
- Phanoperla astrospinata Stark & Sheldon, 2009
- Phanoperla bakeri  (Banks, 1924)
- Phanoperla belalong  Stark & Sheldon, 2009
- Phanoperla ceylonica Kawai, 1975
- Phanoperla cornuta  Zwick, 1982
- Phanoperla doisuthep Sivec & Stark, 2010
- Phanoperla flabellare Stark & Sivec, 2007
- Phanoperla flaveola  (Klapálek, 1910)
- Phanoperla fuscipennis (Navàs, 1932)
- Phanoperla guttata Zwick, 1982
- Phanoperla himalayana Zwick, 1977
- Phanoperla huang Sivec & Stark, 2010
- Phanoperla hubleyi Sivec & Stark, 2010
- Phanoperla incompleta Zwick, 1986
- Phanoperla lao Stark, 1983
- Phanoperla limitatrix Zwick, 1986
- Phanoperla limosa (Hagen, 1858)
- Phanoperla lisu Stark, 1983
- Phanoperla lobata Sivec & Stark, 2010
- Phanoperla maculata Zwick, 1982
- Phanoperla maindroni (Navàs, 1926)
- Phanoperla malayana Zwick, 1982
- Phanoperla minutissima (Enderlein, 1909)
- Phanoperla namcattien Cao & Bae, 2009
- Phanoperla nana Zwick, 1982
- Phanoperla nervosa Banks, 1939
- Phanoperla nuwara Kawai, 1975
- Phanoperla occipitalis Sivec & Stark, 2010
- Phanoperla omega Zwick, 1982
- Phanoperla pallipennis (Banks, 1938)
- Phanoperla parva Zwick, 1982
- Phanoperla peniculus Kawai, 1968
- Phanoperla pumilio (Klapálek, 1921)
- Phanoperla schmidi Zwick, 1982
- Phanoperla sertispina Jewett, 1975
- Phanoperla simplex Zwick, 1982
- Phanoperla srilanka Zwick, 1982
- Phanoperla sumatrae  Zwick, 1982
- Phanoperla testacea  (Hagen, 1858)
- Phanoperla tuberosa Stark & Sivec, 2007
- Phanoperla uchidai Sivec & Stark, 2010
- Phanoperla vietnamensis Zwick, 1986
- Phanoperla wedda Zwick, 1982
- Phanoperla wieng (Sivec i Stark, 2010)[5][9][6][10]